# Street Trash
Street Trash es una película estadounidense dirigida por Jim Muro, lanzada en 1987.

## Argumento
La película trata sobre un grupo de vagabundos, que viven en las calles de Nueva York, viviendo de robos y pequeños delitos. Un día un tendero local descubre una caja en su bodega con una nueva bebida 'Víbora', la cual vende a un bajo precio a los vagabundos. El grupo de indigentes compra la bebida. Pero cuando algunos de ellos la beben sufren una muerte horrible, haciendo explosión o simplemente derritiéndose.

## Reparto
| Actor             | Personaje        |
| ----------------- | ---------------- |
| Mike Lackey       | Fred             |
| Vic Noto          | Bronson          |
| Bill Chepil       | Bill, el policía |
| Marc Sferrazza    | Kevin            |
| Jane Arakawa      | Wendy            |
| Nicole Potter     | Winette          |
| Pat Ryan Jr.      | Frank Schnizer   |
| Clarenze Jarmon   | Burt             |
| Bernard Perlman   | Wizzy            |
| Miriam Zucker     | Drunken Wench    |
| M. D'Jango Krunch | Ed               |
| James Lorinz      | Doorman          |
| Julian Davis      | El marido        |
| Tony Darrow       | Nick Duran       |

## Producción
Roy Frumkes escribió el guion. En un perfil de NBR, dijo más tarde: "Lo escribí para ofender democráticamente a todos los grupos del planeta, y como resultado, el mercado juvenil lo aceptó como una obra renegada y se presentó en pases de medianoche." La película se basa en una cortometraje académico de 10 minutos, dirigida por J. Michael Muro y protagonizada por Mike Lackey.

## Lanzamientos de DVD
En 2005, Synapse Films comercializó una versión completamente nueva, digitalmente remasterizada de la película.

## Alrededor de la película
- Es la única película hecha hasta la fecha, de Jim Muro. Posteriormente se convirtió en un especialista en Steadycam para grandes películas de Hollywood como Terminator 2: el juicio final, Casino, Titanic o Rápido y furioso.
- Jim Muro logró eludir la censura gracias a que las salpicaduras son de colores. La película es sangrienta, pero contiene poca sangre.
- Esta es una de las películas más crudas que jamás se han hecho.
- Jim Muro ha renegado de la película por completo, y podrás ver un montón de rumores en Internet (había sido objeto de presiones de la mafia, o han creado un culto a rechazar cualquier forma de violencia).